# Jacobus Schink
Jacobus Schink (Venlo, 25 september 1748 – Paramaribo, september 1804) was een Franciscaner geestelijke en missionaris in Curaçao. In 1795 trad hij op als bemiddelaar tijdens de slavenopstand van Tula, waarbij de Afro-Caraïbische inwoners tegenover het Nederlands koloniaal bestuur stonden. Zijn poging was echter vruchteloos. Schink overleed in Suriname.

## Levensloop
Schink (ook gespeld Schinck) werd geboren te Venlo als zoon van Paulus Schink en Catharina Jacobs. Op 22 Maart 1769 trad hij te Erkelenz in in de (Franciscaner) orde der Minderbroeders. In 1772 werd hij tot priester gewijd te Roermond.
In 1787 werd Jacobus Schink benoemd tot pastoor van Curaçao. Hij was aldaar de opvolger van pastoor Brouwers, die naar Philadelphia (VS) vertrok. Na het overlijden van Brouwers op 28 oktober 1790 kreeg Schink op Curaçao twee kapelaans (helpers) tot zijn beschikking, de paters Pirovano en Brandts. In 1802, zeven jaar na de opstand, volgde pater Van de Velde. In datzelfde jaar vertrok Schink echter naar Suriname. Aldaar overleed hij enige tijd later, op 56-jarige leeftijd, in de hoofdstad Paramaribo in 1804. Hij was op dat moment de enige en dus voorlopig laatste katholieke priester in Suriname, dat pas in 1817 zijn apostolisch prefectuur kreeg.

## Onderhoud met Tula
Geïnspireerd door de revolutionaire woelingen in Europa en de succesvolle Haïtiaanse Revolutie brak in 1795 ook op Curaçao een slavenopstand uit, onder aanvoering van Tula. De koloniale raad stuurde een groot garnizoen op de opstandelingen af. De garnizoenscommandant, baron van Westerholt, had  de opdracht om onder voorwaarden clementie aan te bieden, waarbij pastoor Schink als bemiddelaar zou optreden om zo mogelijk bloedvergieten te voorkomen. De katholieken waren al vanaf de Spaanse tijd actief onder de zwarte bevolking van Curaçao. Schink had inderdaad een onderhoud met Tula. Hierbij zou Tula (onder meer) hebben gezegd: 'Shon pastor, zij hebben ons erg slecht behandeld. Wij willen niemand kwaad doen maar wij willen vrijheid. Is niet iedereen op aarde een afstammeling van Adam en Eva? Deed ik er fout aan om tweeëntwintig broeders uit de gevangenis te bevrijden, waar ze ten onrechte in zaten? Ai, vader, zelfs een dier krijgt een betere behandeling.' Tula was zich ervan bewust dat de Franse slaven op Haïti de vrijheid hadden gekregen en beredeneerde dat Nederland in Franse handen was, zodat slaven op Curaçao dan ook de vrijheid verdienden. Hij nam geen enkel minder aanbod aan. 
Schink keerde terug naar Baron van Westerholts kamp en lichtte hem in over de voorwaarden van Tula. Van Westerholt haalde daarop versterking en viel aan. Hij beval te schieten op elke (gewapende) opstandeling. Negen opstandelingen werden gedood, velen gewond en twaalf gevangengenomen. De overigen wisten te ontvluchten. De opstand eindigde met een wrede, voorbeeldstellende executie van de opstandelingenleiders, conform het vonnis van gouverneur Johannes de Veer (1738-1796) en de zijnen.

## Nagedachtenis
Met de algemene herwaardering van Tula als verzetsheld heeft ook de persoon van Schink meer bekendheid gekregen, hoewel zijn bemiddelingspoging vruchteloos was. In 2021 schreef Gisèle Mambré in opdracht van Theater voor Keti Koti Tula's Monoloog, een fictieve redevoering van Tula tegenover Shon Pastor Jacobus Schink. Shon betekent 'eigenaar' in de geheimtaal van het Tambú. 